# غزو تبليسي وحرب غوكجة
الاستيلاء على تبليسي وحرب الكوكج حدثت في عام 1616 وهي جزء من الحرب العثمانية الصفوية (1603-1618). بدات الحرب بين الدولة المهيمنة الدولة الصفوية بقيادة شاه عباس الأول ورعيته الدولة الجورجية، بقيادة طهموراس خان (تيموراز الأول من كاخيتي). بعد الدمار الكامل لتبيليسي وترحيل الأسرى الجورجيين إلى إيران، عباس الأول واجه الجيش العثماني. فوقعت المعركة بالقرب من بحيرة كوكج (بحيرة سيفان) وأسفرت عن هزيمة حاسمة للعثمانيين.

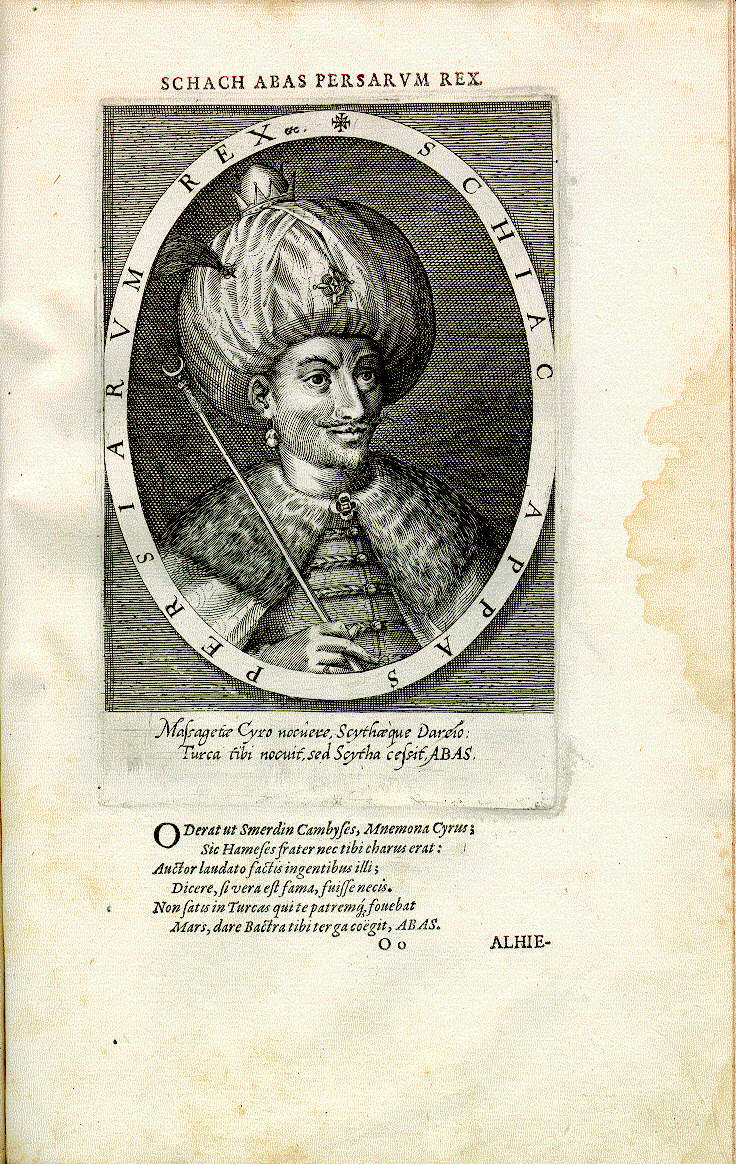
عباس الأول وتحديث الجيش الصفوي

## الخلفية التاريخية
في عام 1612، أبلغ الشاه عباس الأول تيموراز الأول من كاخيتي (ملك جورجيا) أن اثنين من المسيحيين اعتدوا على محافظ مرتفعات قره باخ و قتلاه، لم يكن الرد على الشاه كما أراد فإتخذها ذريعة لأعلان الحرب. قرر الشاه عباس مواجهته ولكن تيموراز هرب من جورجيا نحو السلطان أحمد الأول، من أجل الاحتماء من القوات الصفوية. جلبت هذه الأحداث نهاية لمعاهدة نصوح باشا.

## مذبحة تبليسي
في عام 1616، أرسل شاه عباس الأول قواته إلى جورجيا. كان يهدف إلى قمع التمرد الجورجي في تبليسي، ولكن واجه الجنود الصفويين مقاومة شديدة من قبل مواطني تبليسي. غضب عباس الأول كثيرا، فأمر بمجزرة رهيبة بالأهالي. وتم قتل عدد كبير من الجنود الجورجيين والناس المدنيين كما أن 130,000 إلى 200,000 نسمة من الجورجيين الأسرى تم ترحيلهم من كاخيتي إلى بلاد فارس.قام الصفويون بذبح 6000 من الرهبان الجورجيين وتدمير معابدهم أيضا.

## غزو نخجون و معركة كوكج
بسبب هذه الأحداث قام السلطان أحمد الأول بإرسال الجيش العثماني لمواجهة القوات الصفوية. عين محمد باشا قائدا على الجيش. في عام 1616، وصل الجيش العثماني حلب. انضم العديد من الجنود من آسيا الصغرى وأجزاء من العراق. أبقت الاستراتيجية العسكرية للشاه عباس الأول الجيش العثماني في مجاعة مع الصعوبات الأخرى. على الرغم من أن القوات العثمانية استولت لفترة وجيزة على نخجون،لكنهم فشلوا في قهر يريفان.
بعد الاستيلاء على تبليسي، تحرك عباس لملاقاة الجيش العثماني. وقعت المعركة بالقرب من بحيرة كوكج (بحيرة سيفانا ليتش) فأسفرت عن هزيمة ساحقة للعثمانيين. الأستيلاء على تبليسي شهد أيضا مرحلة أخرى من ترحيل مجموعات كبيرة من الجورجيين وغيرهم من المجموعات العرقية القوقازية، مثل الشركس والأرمن إلى بلاد فارس.